# Referendum w Polsce w 2023 roku
Referendum w Polsce w 2023 roku – referendum ogólnokrajowe przeprowadzone w dniu 15 października 2023 (razem z wyborami parlamentarnymi). Głosujący odpowiedzieli w nim na cztery pytania – dotyczące kwestii sprzedaży majątku państwowego podmiotom zagranicznym, podniesienia wieku emerytalnego, bariery na granicy Rzeczypospolitej Polskiej z Republiką Białorusi oraz przyjęcia imigrantów z Bliskiego Wschodu i Afryki
17 sierpnia 2023 Sejm RP przegłosował wniosek Rady Ministrów o przeprowadzenie referendum ogólnokrajowego w sprawach o szczególnym znaczeniu dla państwa, po czym tego samego dnia Sejm podjął uchwałę o zarządzeniu tego referendum, zaś 18 sierpnia została ona opublikowana w Dzienniku Ustaw.

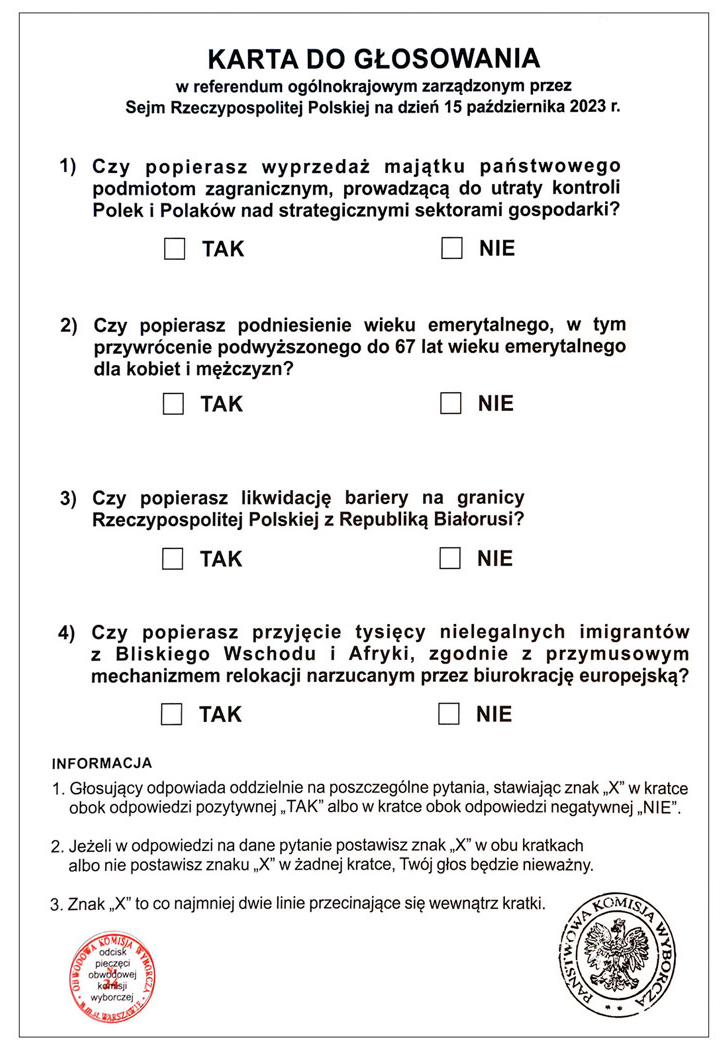
Karta do głosowania

## Pytania
| Nr | Treść pytania |
| -- | --- |
| 1  | Czy popierasz wyprzedaż majątku państwowego podmiotom zagranicznym, prowadzącą do utraty kontroli Polek i Polaków nad strategicznymi sektorami gospodarki?                 |
| 2  | Czy popierasz podniesienie wieku emerytalnego, w tym przywrócenie podwyższonego do 67 lat wieku emerytalnego dla kobiet i mężczyzn?                                        |
| 3  | Czy popierasz likwidację bariery na granicy Rzeczypospolitej Polskiej z Republiką Białorusi?                                                                               |
| 4  | Czy popierasz przyjęcie tysięcy nielegalnych imigrantów z Bliskiego Wschodu i Afryki, zgodnie z przymusowym mechanizmem relokacji narzucanym przez biurokrację europejską? |

## Kontrowersje

Billboard zachęcający do wzięcia udziału w referendum (2023)

Organizacja referendum i wyborów parlamentarnych w tym samym dniu wzbudziła kontrowersje dotyczące m.in. sytuacji, w której wyborca chce wziąć udział tylko w jednym z głosowań. W sierpniu 2023 apel do Państwowej Komisji Wyborczej o sformułowanie wytycznych dla obwodowych komisji „instrukcji dotyczącej prawa wyborców do odmowy wzięcia udziału w referendum” wystosowało kilkadziesiąt organizacji pozarządowych. Do sposobu organizacji referendum krytycznie odniósł się m.in. były minister spraw zagranicznych w rządzie Prawa i Sprawiedliwości Jacek Czaputowicz.
Spośród 67 podmiotów, które do 6 września zarejestrowały się lub zgłosiły w PKW jako uprawnione do prowadzenia kampanii referendalnej, prawie jedną piątą stanowiły fundacje spółek Skarbu Państwa, co wywoływało krytyczne komentarze. Zarzucano, że stanowiło to użycie zasobów publicznych spółek Skarbu Państwa, pośrednio podległych rządowi, w kampanii, której faktycznym celem była maksymalizacja wyniku PiS w wyborach parlamentarnych.
Koalicja Obywatelska, Trzecia Droga, Nowa Lewica oraz Konfederacja krytykowały ideę przeprowadzenia referendum, a wielu polityków pierwszych trzech z wymienionych formacji namawiało do niebrania w nim udziału. Zarzucali oni, że cztery pytania referendalne zostały sformułowane w sposób tendencyjny, tak aby intuicyjną odpowiedzią na każde z nich było „NIE”, co miało wykazać niemal stuprocentowe poparcie dla rządzącej partii Prawo i Sprawiedliwość, a biorąc pod uwagę połączenie referendum z wyborami parlamentarnymi – dać jej wygodny pretekst do podważenia wyniku wyborów (gdyby ten okazał się dla PiS niepomyślny), jako rzekomo niespójnego z wynikiem referendum. 
Prawicowy publicysta Paweł Rożyński porównał referendum z 2023 roku do komunistycznego referendum z 1946 roku, gdyż – w jego ocenie – „łączy je głęboka manipulacja i chęć wykazania rzekomego poparcia dla rządzącej partii przed wyborami”.

## Kalendarz czynności
Terminy wykonania poszczególnych czynności określono w załączniku do uchwały z dnia 17 sierpnia 2023.
Poniżej przedstawiono kalendarz wynikający z uchwały:
- do 5 września 2023 – zawiadomienie Państwowej Komisji Wyborczej przez podmioty uprawnione o zamiarze uczestniczenia w kampanii referendalnej w programach radiowych i telewizyjnych nadawców publicznych;
- do 27 września 2023 – ustalenie kolejności rozpowszechniania audycji referendalnych;
- od 29 września do 13 października 2023 – nieodpłatne rozpowszechnianie w programach publicznych nadawców radiowych i telewizyjnych audycji referendalnych podmiotów uprawnionych;
- 14 października 2023, godz. 00:00 – zakończenie kampanii referendalnej;
- 15 października 2023, godz. 7:00–21:00 – głosowanie.

## Wyniki
Wyniki głosowania zostały podane w obwieszczeniu Państwowej Komisji Wyborczej z 17 października 2023.
| Sprawa      | Sprawa                                                                        | Odpowiedź       | Odpowiedź           | Głosy ważne         | Głosy nieważne      |
| Sprawa      | Sprawa                                                                        | TAK             | NIE                 | Głosy ważne         | Głosy nieważne      |
| ----------- | ----------------------------------------------------------------------------- | --------------- | ------------------- | ------------------- | ------------------- |
| 1.          | Wyprzedaż majątku państwowego podmiotom zagranicznym                          | 394 704 (3,51%) | 10 857 496 (96,49%) | 11 252 200          | 830 388             |
| 2.          | Podniesienie wieku emerytalnego                                               | 608 254 (5,39%) | 10 657 211 (94,61%) | 11 283 465          | 799 123             |
| 3.          | Likwidacja bariery na granicy Rzeczypospolitej Polskiej z Republiką Białorusi | 445 270 (3,96%) | 10 808 410 (96,04%) | 11 253 680          | 828 908             |
| 4.          | Przyjęcie imigrantów z Bliskiego Wschodu i Afryki                             | 360 803 (3,21%) | 10 878 863 (96,79%) | 11 239 666          | 842 922             |
| Frekwencja: | Frekwencja:                                                                   | Frekwencja:     | Frekwencja:         | 12 082 588 (40,91%) | 12 082 588 (40,91%) |

Ponieważ frekwencja nie przekroczyła progu połowy uprawnionych, zgodnie z art. 125 ust. 3 Konstytucji Rzeczypospolitej Polskiej wynik referendum nie był wiążący.

## Frekwencja
| Województwo         | Uprawnieni | R Karty wydane | R Karty ważne | R Frekwencja [%] | S Karty wydane | S Karty ważne | S Frekwencja [%] | Odsetek głosujących, którzy wzięli udział w referendum [%] |
| ------------------- | ---------- | -------------- | ------------- | ---------------- | -------------- | ------------- | ---------------- | ---------------------------------------------------------- |
| dolnośląskie        | 2 199 540  | 799 626        | 795 678       | 36,17            | 1 627 165      | 1 627 040     | 73,97            | 49,69                                                      |
| kujawsko-pomorskie  | 1 524 993  | 571 562        | 568 224       | 37,26            | 1 094 289      | 1 094 243     | 71,75            | 53,03                                                      |
| lubelskie           | 1 596 635  | 785 303        | 783 820       | 49,09            | 1 125 877      | 1 125 780     | 70,51            | 70,92                                                      |
| lubuskie            | 741 917    | 246 065        | 244 925       | 33,01            | 529 580        | 529 480       | 71,37            | 47,37                                                      |
| łódzkie             | 1 853 511  | 810 863        | 807 024       | 43,54            | 1 411 758      | 1 410 977     | 76,12            | 58,21                                                      |
| małopolskie         | 2 628 704  | 1 242 659      | 1 236 490     | 47,04            | 1 981 378      | 1 981 468     | 75,38            | 63,31                                                      |
| mazowieckie         | 4 152 672  | 1 778 909      | 1 768 156     | 42,58            | 3 292 564      | 3 291 981     | 79,27            | 54,42                                                      |
| opolskie            | 737 189    | 258 603        | 257 907       | 34,99            | 490 668        | 490 630       | 66,55            | 53,73                                                      |
| podkarpackie        | 1 618 355  | 847 178        | 845 349       | 52,24            | 1 132 639      | 1 132 590     | 69,98            | 75,76                                                      |
| podlaskie           | 881 094    | 407 787        | 406 610       | 46,15            | 619 537        | 619 422       | 70,30            | 66,74                                                      |
| pomorskie           | 1 753 089  | 597 892        | 594 828       | 33,93            | 1 320 401      | 1 319 815     | 75,29            | 45,78                                                      |
| śląskie             | 3 325 088  | 1 336 916      | 1 330 561     | 40,02            | 2 479 053      | 2 478 341     | 74,53            | 54,48                                                      |
| świętokrzyskie      | 946 053    | 455 362        | 454 338       | 48,02            | 672 672        | 672 589       | 71,09            | 68,93                                                      |
| warmińsko‑mazurskie | 1 044 565  | 378 307        | 376 506       | 36,04            | 709 327        | 709 305       | 67,90            | 54,53                                                      |
| wielkopolskie       | 2 645 598  | 1 001 055      | 996 454       | 37,66            | 2 013 946      | 2 013 211     | 76,10            | 50,56                                                      |
| zachodniopomorskie  | 1 247 083  | 430 982        | 428 195       | 34,34            | 895 129        | 894 957       | 71,76            | 48,86                                                      |

1. 1 2  Liczba kart ważnych × 100 / liczba uprawnionych.
2. ↑  Liczba kart ważnych z referendum × 100 / liczba kart ważnych do Sejmu.

## Exit poll
Wg sondażu exit poll przeprowadzonego przez Ipsos frekwencja w referendum wyniosła 40,0%.
| Sprawa                   | Tak  | Nie   |
| ------------------------ | ---- | ----- |
| 1 (wyprzedaż majątku)    | 2,5% | 97,5% |
| 2 (wiek emerytalny)      | 4,0% | 96,0% |
| 3 (likwidacja bariery)   | 2,2% | 97,8% |
| 4 (przyjęcie imigrantów) | 1,4% | 98,6% |

| Wiek        | Frekwencja |
| ----------- | ---------- |
| 18–29       | 32,5%      |
| 30–39       | 40,3%      |
| 40–49       | 40,2%      |
| 50–59       | 45,7%      |
| 60 i więcej | 40,6%      |